# Marie-Florence Candassamy
Marie-Florence Candassamy (Parigi, 26 febbraio 1996) è una schermitrice francese, specializzata nella spada.

## Biografia
Ha ottenuto il suo primo risultato individuale conquistando la medaglia d'argento nella spada individuale ai Campionato europeo di scherma 2014 disputato a Strasburgo in Francia dal 7 al 14 giugno. Due anni dopo ha vinto di nuovo l'argento, ma nella gara a squadre. Il suo primo oro è stato al Campionato europeo di scherma 2018, sempre nella gara a squadre. Nel Campionato europeo di scherma 2019 vince l'argento nella spada individuale.

## Palmarès
- Giochi olimpici

Parigi 2024: argento nella spada a squadre.
- Mondiali

Milano 2023: oro nella spada individuale.
Tbilisi 2025: oro nella spada a squadre.
- Europei

Strasburgo 2014: argento nella spada individuale.
Torun 2016: argento nella spada a squadre.
Novi Sad 2018: oro nella spada a squadre.
Düsseldorf 2019: argento nella spada individuale.
Adalia 2022: oro nella spada a squadre.
Basilea 2024: bronzo nella spada a squadre.